# Командування ССО США «Корея»

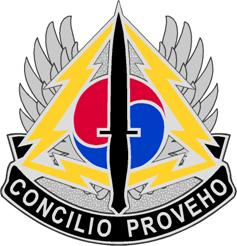
Знак Командування

Командування спеціальних операцій США «Корея» (англ. Special Operations Command Korea) (SOCKOR) — одне з командувань сил спеціальних операцій США на театрах воєнних дій і головний орган військового управління для усіх формувань спецоперацій у зоні відповідальності Командування Збройних сил США в Кореї, котре здійснює безпосереднє управління, підготовку, керівництво і застосування основних компонентів сил спеціальних операцій, що входять до її складу. Командування також перебуває в оперативному підпорядкуванні Тихоокеанського Командування Збройних сил США.

## Призначення
Командування спеціальних операцій ЗС США на Корейському півострові відповідає за бойову готовність, всебічну підготовку та забезпечення, навчання, тренування усіх компонентів сил спеціальних операцій від армії, повітряних сил, морської піхоти і флоту та планування спеціальних операцій у мирний час та особливий період самостійно або у взаємодії з іншими структурними підрозділами спеціальних операцій Республіки Корея, а також Командуванням ООН, Спільним Командуванням США-Корея. Командувач Командування підпорядковується з оперативних питань керівнику Тихоокеанського Командування ЗС США.
Командування ССО США «Корея» було засноване 1 жовтня 1988 року з дислокацією штаб-квартири на військовій базі Кемп-Кім, Сеул, Корея. Цей підрозділ безпосередньо планує та виконує основні завдання з:
- ведення нетрадиційних бойових дій,
- забезпечення і підготовки військових формувань дружних іноземних держав,
- спеціальної розвідки,
- прямих бойових дій у зоні відповідальності. Командування «Корея» діє у тісній взаємодії з Командуванням ССО «Тихий океан».

До 1988 року функції та завдання спеціальних операцій покладались на управління спеціальних операцій (англ. Special Operations Division-Korea (SOD-K) J3 штабу Командування Збройних сил США в Кореї.